# Célia Bournissen
Célia Bournissen (1992) è un'ex sciatrice alpina svizzera.

## Biografia
Attiva in gare FIS dal novembre del 2008, la Bournissen in Coppa Europa esordì il 30 novembre 2012 a Kvitfjell in slalom gigante (37ª), ottenne il miglior piazzamento il 19 dicembre successivo a Courchevel nella medesima specialità (12ª) e prese per l'ultima volta il via il 24 gennaio 2013 a Pamporovo, sempre in slalom gigante (37ª). Si ritirò all'inizio della stagione 2013-2014 e la sua ultima gara fu lo slalom gigante di South American Cup disputato il 31 agosto a El Colorado e non completato dalla Bournissen; in carriera non debuttò in Coppa del Mondo né prese parte a rassegne olimpiche o iridate.

## Palmarès

### Coppa Europa
- Miglior piazzamento in classifica generale: 131ª nel 2013

### Campionati svizzeri
- 1 medaglia:
  - 1 argento (slalom gigante nel 2011)